# Rm
rm (від англ. remove) — утиліта у UNIX та UNIX-подібних системах, що використовується для видалення файлів з файлової системи. Деякі ключі, що використовуються з rm:
- -r , -R— обробляти всі вкладені підкаталоги. Цей ключ необхідний, якщо файл, що видаляється, є каталогом, нехай навіть порожнім. Якщо файл, що видаляється, не є каталогом, то ключ -r не впливає на команду rm.
- -i — виводити запит на підтвердження кожної операції видалення.
- -f — не повертати код помилкового завершення, якщо помилки були викликані файлами, що не існують; не запрошувати підтвердження операцій.

rm може бути синонімом (alias) команди rm -i, тобто команда за умовчанням запрошує підтвердження перед видаленням файлів, що дозволяє запобігти їх випадковому видаленню. Якщо користувачеві потрібно видалити велику кількість файлів без підтвердження операції, можна скасувати дію ключа -i за допомогою додавання ключа -f.
Приклад використання:

rm -rf mydir — рекурсивно видалити без підтвердження та коду помилкового завершення файл (або каталог) mydir.